# Yūki Sōma
Yūki Sōma (jap. 相馬 勇紀 Sōma Yūki; ur. 25 lutego 1997 w Chōfu) – japoński piłkarz występujący na pozycji lewego pomocnika lub lewoskrzydłowego w japońskim klubie Nagoya Grampus. W swojej karierze grał także w Kashima Antlers. Młodzieżowy i seniorski reprezentant Japonii. Olimpijczyk z Tokio.